# Lúcio Sálvio Otão
Lúcio Sálvio Otão (em latim: Lucius Salvius Otho) foi um senador romano nomeado cônsul sufecto em 33 com Caio Otávio Lenas. Otão nasceu numa família proeminente e bem relacionada de Ferento de status pretoriano do lado de seu pai, Marco Sálvio Otão, e nobre do lado de sua mãe. Famoso principalmente por ter sido pai do futuro imperador Otão.

## Carreira
Otão era conhecido pela severidade com que encarava suas funções, seja nos cargos da magistratura em Roma, seja no governo proconsular da África ou ainda nos diversos postos militares que assumiu. Foi cônsul em 33 com Caio Otávio Lenas e, em 42, foi nomeado governador de Ilírico. Durante o mandato do governador anterior, Lúcio Arrúncio Camilo Escriboniano, alguns soldados apoiaram uma revolta contra Cláudio. Logo depois, eles tentaram acobertar a revolta assassinando seus oficiais, acusados de serem os líderes, e Cláudio os promoveu pela lealdade. Contudo, Otão depois ordenou que eles fossem executados em sua presença na principia (o principal edifício de um acampamento romano) por terem assassinado seus oficiais, o que o fez perder as graças do imperador.
Numa tentativa de recuperar sua reputação, Otão forçou os escravos de um equestre a trair seu mestre delatando um complô para assassinar o imperador. Como resultado, o Senado determinou a construção de uma estátua em sua homenagem e Cláudio determinou que ele fosse listado entre os patrícios depois de chamá-lo de "um homem de lealdade maior do que a que posso esperar dos meus próprios filhos".

## Casamento e filhos
Otão se casou com Álbia Terência, com quem teve Lúcio Sálvio Otão Ticiano, cônsul em 52, Marco Sálvio Otão, o futuro imperador Otão e uma filha que teria sido noiva de Druso César, filho adotivo e sobrinho de Tibério.